# Waterloo
Denna artikel handlar om den belgiska staden Waterloo. För andra betydelser, se Waterloo (olika betydelser).
Waterloo (vallonska Waterlô; uttal: [watɛʁˈlo]) är en stad och kommun i provinsen Vallonska Brabant i regionen Vallonien i mellersta Belgien. Den är belägen tolv kilometer söder om huvudstaden Bryssel och har en yta av 21,03 km².
Den 31 december 2009 hade Waterloo 29 573 invånare, av vilka 5 499 hade utländskt ursprung. Dessa kom från 108 olika länder men främst från Frankrike, Storbritannien, USA och de skandinaviska länderna. Närheten till Bryssel, med sina många internationella arbetsplatser, och det faktum att det i Waterloo finns flera internationella skolor lär bidra till det stora antalet invandrare i staden. Den största internationella skolan är St John's som är en engelskspråkig skola med omkring 1 000 elever. I staden finns även Scandinavian School of Brussels, som har omkring 400 elever.
Waterloo ligger på järnvägslinjen Charleroi södra – Nivelles – Bryssel.
En av de större arbetsplatserna i Waterloo är MasterCard Internationals europeiska högkvarter.

## Historik
Ortnamnet är av nederländskt ursprung, och är sannolikt härlett från water (i betydelsen "blöt") och lo(o), som betyder skog eller skogsglänta. Namnet finns första gången omnämnt år 1102, och orten låg då längs huvudvägen som förband Bryssel med ett kolgruveområde. Under medeltiden låg Waterloo i hertigdömet Brabant.
Waterloo började utvecklas under 1600-talet, och 1687 tillkom ett kungligt kapell i Petit-Waterloo. Detta byggdes 1826 ut till att bli Waterloos stora kyrka.
Före 1796 var Waterloo delat i två delar, Grand-Waterloo som tillhörde församlingen Braine-l'Alleud i stiftet Namur och Petit-Waterloo som tillhörde församlingen Sint-Genesius-Rode i stiftet Mechelen. Efter den franska invasionen 1794 infördes 1796 ett system med kommuner. Kommunen Waterloo skapades detta år ur Petit-Waterloo från Sint-Genesius-Rode och tre byar från Braine-l'Alleud: Grand-Waterloo, Joli-Bois och Mont-Saint-Jean. 1813 tillfördes kommunen halva byn Chenois från Braine-l’Alleud (den andra halvan följde 1977) och 1824 tillfördes områdena Roussart och Sainte-Gertrude från skogsområdet Forêt de Soignes.

### Slaget vid Waterloo
Den 18 juni 1815 utkämpades i Waterloo ett berömt slag, där Napoleon I slutgiltigt besegrades. Uttrycket att möta sitt Waterloo hänför sig till denna händelse. Slaget utkämpades egentligen inte i Waterloo, utan i de sydligare byarna Lasne och Braine l'Alleud. Anledningen till att det blivit känt som slaget vid Waterloo är att hertigen av Wellington hade sitt högkvarter inne i stan.
Till minne av slaget finns flera monument och museer. Vid själva slagfältet finns en artificiell kulle med ett monument i form av ett lejon som kallas Butte du Lion, tillägnad prinsen av Oranien (den nederländske tronföljaren) som deltog i slaget, och nedanför detta en museianläggning.

### Senare historik
1 februari 1874 invigdes järnvägsstationen, och järnvägsförbindelsen till Bryssel började trafikeras. Linjesträckningen till Nivelles och vidare till Luttre öppnades 1 juni samma år.
Invånarantalet var 1571 år 1801, 3202 år 1846 och 3976 år 1900.

## Bilder

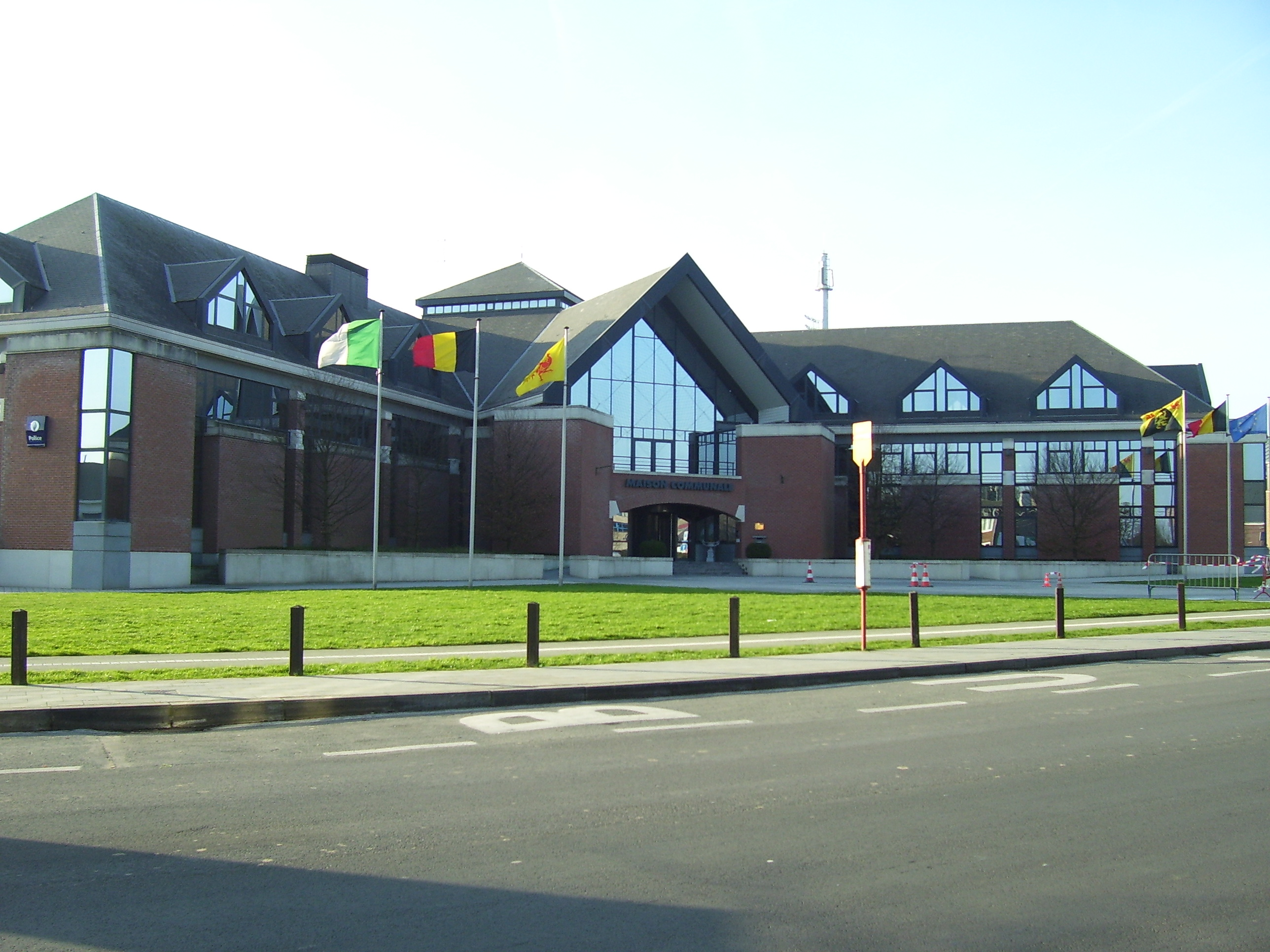
Waterloos kommunhus.
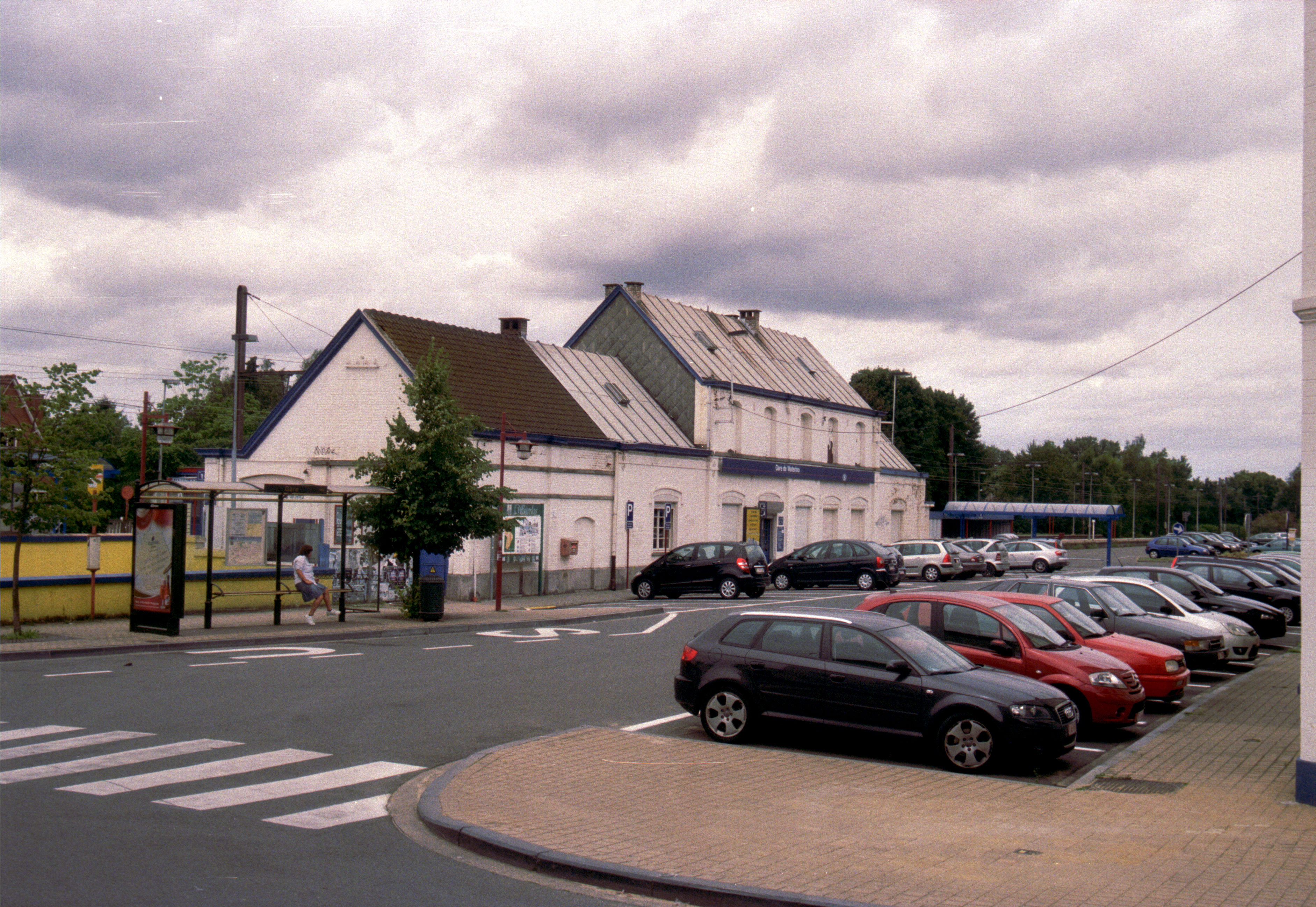
Järnvägsstationen.
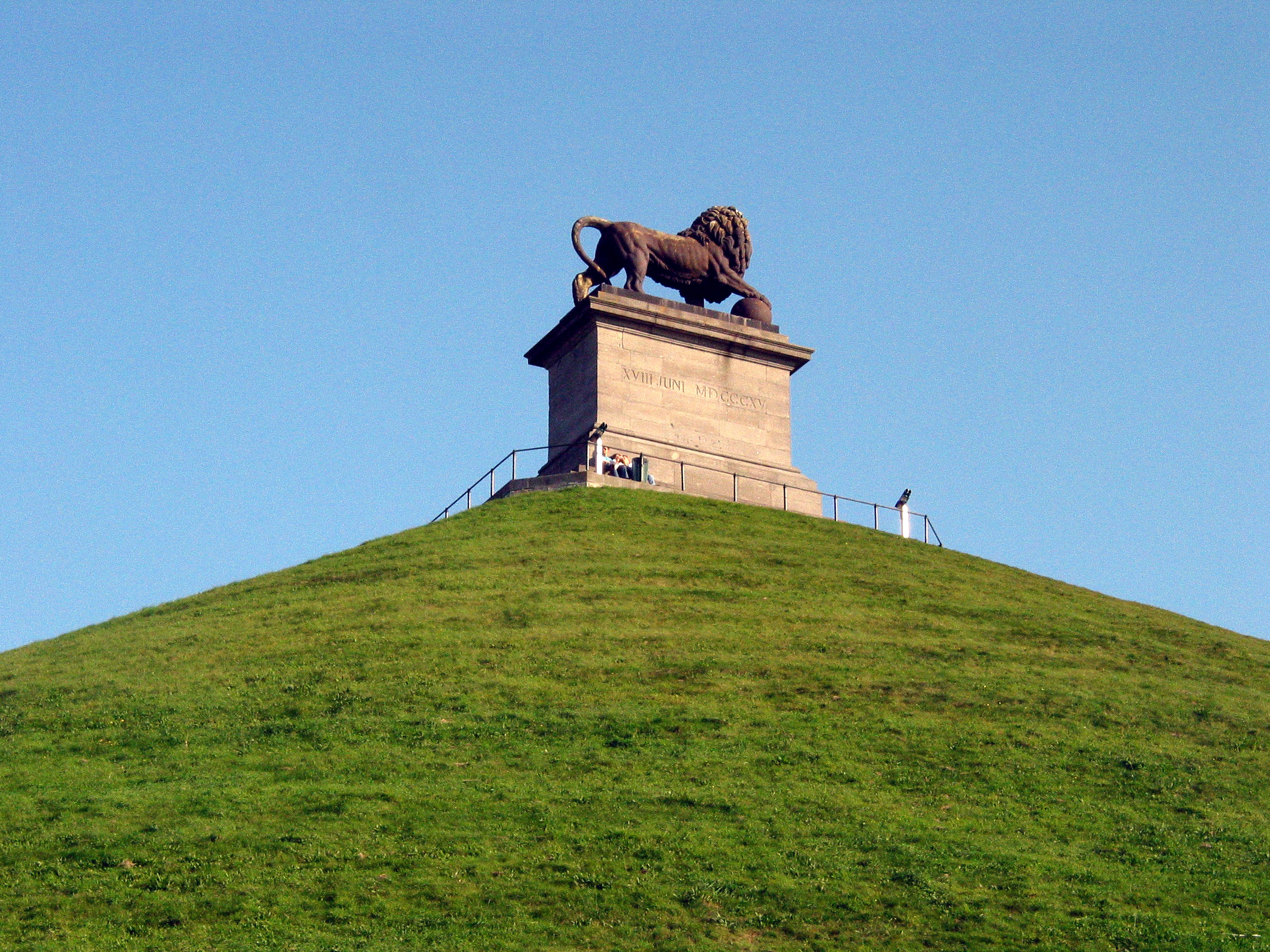
Butte du Lion, monument över slaget vid Waterloo.